# Église Saint-Pierre de Belloch
Pour les articles homonymes, voir Église Saint-Pierre et Belloch.
L'église Saint-Pierre de Belloch (en catalan et parfois en français : Sant Pere de Bell-lloc), est une église catholique de style roman située à Vinça, en France.

## Localisation
L'église est située dans le département français des Pyrénées-Orientales, à la limite entre les communes de Vinça et de Rodès, sur une colline surplombant la Têt. Sur le flanc nord de cette colline s'appuie le barrage qui barre la Têt pour former le lac de Vinça.

## Historique
L'église Saint-Pierre est de style roman. Le premier écrit la mentionnant date de 1142. 
L'édifice est inscrit au titre des monuments historiques le 30 octobre 1974.